# Équipe d'Écosse de curling
L'équipe d'Écosse de curling est la sélection qui représente la Écosse dans les compétitions internationales de curling et la Grande-Bretagne aux Jeux olympiques.
L'Écosse est le berceau du curling avec le siège de la Fédération mondiale de curling dans la ville de Perth.
En 2017, l'équipe nationale est classé comme nation numéro 6 chez les hommes et numéro 4 chez les femmes.

## Palmarès et résultats

### Palmarès masculin
Titres, trophées et places d'honneur
- Jeux Olympiques Hommes[3] depuis 1924
  - Meilleur résultat : 1er
  - 1 fois premier en 1924
  - 1 fois deuxième en 2014

| Jeux olympiques     | Classement | Skip             | Third           | Second         | Lead               | Remplaçant         |
| ------------------- | ---------- | ---------------- | --------------- | -------------- | ------------------ | ------------------ |
| Nagano 1998         | 7e         | Douglas Dryburgh | Peter Wilson    | Phil Wilson    | Ronnie Napier      | James Dryburgh     |
| Salt Lake City 2002 | 7e         | Hammy McMillan   | Warwick Smith   | Ewan MacDonald | Peter Loudon       | Norman Brown       |
| Turin 2006          | 4e         | David Murdoch    | Ewan MacDonald  | Warwick Smith  | Euan Byers         | Craig Wilson       |
| Vancouver 2010      | 5e         | David Murdoch    | Ewan MacDonald  | Peter Smith    | Euan Byers         | Graeme Connal      |
| Sotchi 2014         | Argent     | David Murdoch    | Tom Brewster    | Greg Drummond  | Scott Andrews      | Michael Goodfellow |
| Pyeongchang 2018    | 4e         | Kyle Smith       | Thomas Muirhead | Kyle Waddell   | Cameron Smith      | Glen Muirhead      |
| Pékin 2022          | Argent     | Bruce Mouat      | Grant Hardie    | Bobby Lammie   | Hammy McMillan Jr. | Ross Whyte         |

- Championnats du monde Hommes depuis 1959
  - Meilleur résultat : 1er
  - 5 fois premier en 2009, 2006, 1999, 1991, 1967
  - 20 fois deuxième en 2012, 2011, 2008, 2005, 1996, 1995, 1993, 1992, 1990, 1986, 1976, 1971, 1970, 1968, 1966, 1964, 1963, 1961, 1960, 1959
  - 8 fois troisième en 2013, 2010, 2002, 1997, 1988, 1977, 1969, 1962

### Palmarès féminin
Titres, trophées et places d'honneur
- Jeux Olympiques Femmes[7] depuis 1998
  - Meilleur résultat : 1er
  - 2 fois premier en 2002, 2022
  - 1 fois troisième en 2014

| Jeux olympiques     | Classement | Skip         | Third           | Second          | Lead            | Remplaçant      |
| ------------------- | ---------- | ------------ | --------------- | --------------- | --------------- | --------------- |
| Nagano 1998         | 4e         | Kirsty Hay   | Edith Loudon    | Jackie Lockhart | Katie Loudon    | Felsie Bayne    |
| Salt Lake City 2002 | Or         | Rhona Martin | Deborah Knox    | Fiona MacDonald | Janice Rankin   | Margaret Morton |
| Turin 2006          | 5e         | Rhona Martin | Jackie Lockhart | Kelly Wood      | Lynn Cameron    | Deborah Knox    |
| Vancouver 2010      | 6e         | Eve Muirhead | Jackie Lockhart | Kelly Wood      | Lorna Vevers    | Anne Laird      |
| Sotchi 2014         | Bronze     | Eve Muirhead | Anna Sloan      | Vicki Adams     | Claire Hamilton | Lauren Gray     |
| Pyeongchang 2018    | 4e         | Eve Muirhead | Anna Sloan      | Vicki Adams     | Lauren Gray     | Kelly Schafer   |
| Pékin 2022          | Or         | Eve Muirhead | Vicky Wright    | Jennifer Dodds  | Hailey Duff     | Mili Smith      |

- Championnats du monde Femmes depuis 1979
  - Meilleur résultat : 1er
  - 2 fois premier en 2013, 2002
  - 4 fois deuxième en 2010, 1994, 1990, 1985
  - 4 fois troisième en 2017, 2007, 1982, 1980

### Palmarès mixte
Titres, trophées et places d'honneur
- Championnat du Monde Doubles Mixte
  - Meilleur résultat : Huitièmes de finale en 2017

| Jeux olympiques  | Classement | Joueuse        | Joueur      |
| ---------------- | ---------- | -------------- | ----------- |
| Pyeongchang 2018 | NC         | NC             | NC          |
| Pékin 2022       | 4e         | Jennifer Dodds | Bruce Mouat |

### Palmarès curling en fauteuil
| Jeux paralympiques | Classement | Skip              | Third             | Second        | Lead                  | Remplaçant   |
| ------------------ | ---------- | ----------------- | ----------------- | ------------- | --------------------- | ------------ |
| Turin 2006         | Argent     | Frank Duffy       | Michael McCreadie | Tom Killin    | Angie Malone          | Ken Dickson  |
| Vancouver 2010     | 5e         | Michael McCreadie | Aileen Neilson    | Tom Killin    | Angie Malone          | Jim Sellar   |
| Sotchi 2014        | Bronze     | Aileen Neilson    | Gregor Ewan       | Bob McPherson | Jim Gault             | Angie Malone |
| Pyeongchang 2018   | 7e         | Aileen Neilson    | Gregor Ewan       | Hugh Nibloe   | Robert McPherson      | Angie Malone |
| Pékin 2022         | 8e         | Hugh Nibloe       | Gregor Ewan       | David Melrose | Meggan Dawson-Farrell | Gary Smith   |